# Ayo Technology
Az Ayo Technology egy dal amit 50 Cent, Justin Timberlake és Timbaland szerzett, és 50 Cent következő albumán, a Curtisen található meg. A dal a korong harmadik kislemeze. A szám AYO Technology néven is ismert. A dal a YouTube portálra 2007. június 5-én került fel. A dal címét többször is módosították először AYO Pornography, majd She Wants It és végül AYO Technology lett a címe, habár a refrén a következőképpen szól:
Aaaayo! I'm tired using technology, why don't you sit down on top of me? Aaaayo! I'm tired using technology, I need you right in front of me!
A dalt többen is feldolgozták és hivatalosan meg is jelentették, köztük a brit énekesnő Skyla, a Milow nevű belga énekes és a Katerine nevű szintén belga énekesnő.